# Автогемотерапія
Автогемотерапі́я (грец. αύτός — сам, грец. αίμα — кров і терапія) — метод лікування, що полягає у введенні хворому у м'язи або під шкіру крові, взятої у нього з вени. 

## Лікувальний ефект
Ефект пояснюється стимулюючим впливом на організм продуктів розпаду білків влитої крові. 

## Застосування
Автогемотерапія застосовується при анеміях, трофічних захворюваннях, а також при фурункульозі та ін. гострих і хроніч. гнійно-запальних процесах.